# Carpio (Spanyolország)
Carpio egy község Spanyolországban, Valladolid tartományban. Carpio Castrejón de Trabancos községgel határos. Lakosainak száma 938 fő (2024).

## Népesség
A település népessége az utóbbi években az alábbiak szerint változott:
| Lakosok száma | 1154 | 1079 | 1063 | 1100 | 1097 | 1068 | 1022 | 1016 | 967  | 938  |
|               | 2001 | 2004 | 2007 | 2009 | 2012 | 2014 | 2017 | 2019 | 2022 | 2024 |